# Khalajābād
Khalajābād (persiska: خلج آباد, قَليچ آباد) är en ort i Iran.   Den ligger i provinsen Qom, i den centrala delen av landet, 150 km sydväst om huvudstaden Teheran. Khalajābād ligger 1 116 meter över havet och antalet invånare är 282.
Terrängen runt Khalajābād är platt åt nordväst, men åt sydost är den kuperad.Runt Khalajābād är det ganska tätbefolkat, med 100 invånare per kvadratkilometer. Närmaste större samhälle är Venārch, 11,9 km öster om Khalajābād. Omgivningarna runt Khalajābād är i huvudsak ett öppet busklandskap.